# Cannon Lake (microprocessador)
Cannon Lake (abans Skymont) és el nom en clau d'Intel per a la matriu retràctil de 10 nm de la microarquitectura Kaby Lake. Com a retractil, Cannon Lake és un nou procés del pla d'execució d'optimització de l'arquitectura de processos d'Intel com el següent pas en la fabricació de semiconductors. Les CPU de Cannon Lake són les primeres CPU principals que inclouen el conjunt d'instruccions AVX-512.
Abans del llançament de Cannon Lake, Intel va llançar un refinament del procés de 14nm amb el nom en clau Coffee Lake.
El successor de Cannon Lake és Ice Lake, impulsat per la microarquitectura Sunny Cove, que representa la fase d'arquitectura en el model d'optimització de procés-arquitectura.

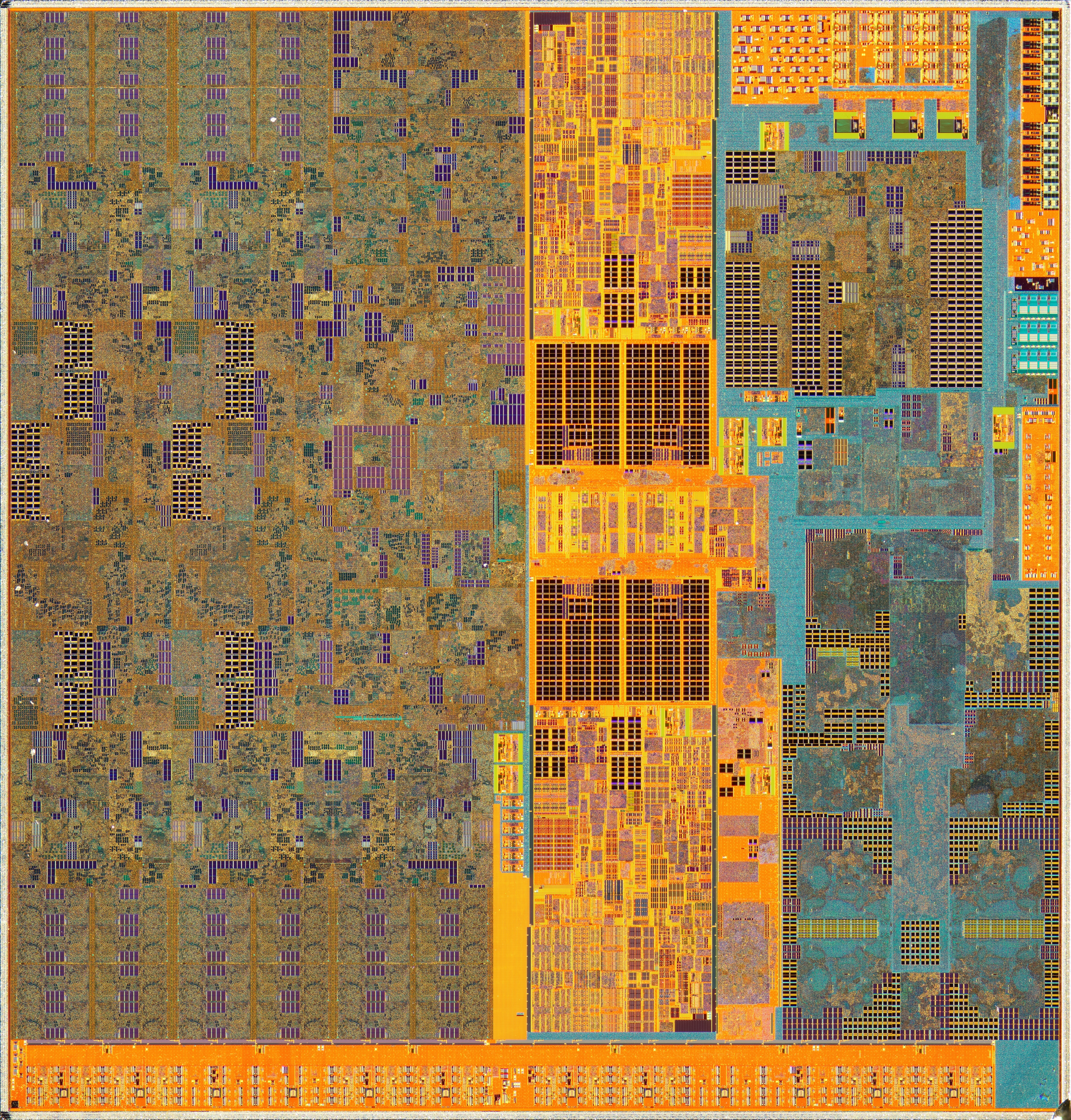
El processador Cannon Lake mor d'un i3-8121U amb nuclis Palm Cove

## Història del disseny i característiques
Inicialment s'esperava que Cannon Lake fos llançat el 2015 /2016, però el llançament es va retrocedir fins al 2018. Intel va demostrar un ordinador portàtil amb una CPU Cannon Lake desconeguda al CES 2017 i va anunciar que els productes basats en Cannon Lake estarien disponibles el 2018 com a molt aviat.
Al CES 2018, Intel va anunciar que havia començat a enviar CPU Cannon Lake mòbils a finals de 2017 i que augmentaria la producció el 2018.
El 26 d'abril de 2018, en el seu informe sobre els resultats financers del primer trimestre de 2018, Intel va declarar que actualment estava fabricant 10 nm en baix volum i espera la producció en gran volum al 2019. El juliol de 2018, Intel va anunciar que la producció en volum de Cannon Lake es tornaria a endarrerir fins a finals del segon trimestre de 2019.
El juliol de 2021, Intel va anunciar que eliminaria el suport per als gràfics Cannon Lake al seu controlador del nucli de Linux, efectiu a partir de Linux 5.15, ja que no es van enviar CPU de Cannon Lake de producció amb gràfics habilitats; aquesta eliminació va donar lloc a una reducció d'aproximadament 1.600 línies de codi.

## Millores
- Nuclis de CPU Intel Palm Cove
  - Extensió del conjunt d'instruccions AVX-512.
- El primer procés de tecnologia de 10 nm 10 d'Intel.